# Papaleksi (Mondkrater)
Papaleksi ist ein Einschlagkrater auf der Mondrückseite.
Der Krater liegt östlich vom riesigen Krater Mendeleev, genauer zwischen dem größeren  Mandel'shtam im Südwesten und dem vergleichbar großen Spencer Jones im Nordosten.
Der ungefähr kreisrunde Krater ist von vielen kleineren Einschlägen getroffen, im Zentrum des Kraterinneren befindet sich ein Gebirge.

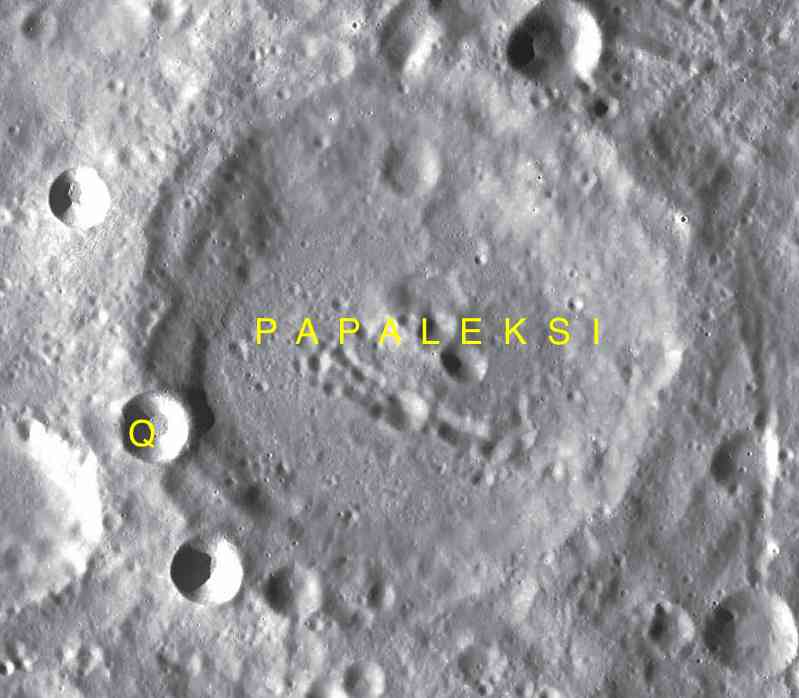
Papaleksi mit seinem Nebenkrater

Papaleksi hat einen mit Q bezeichneten Nebenkrater:
| Buchstabe | Position           | Durchmesser | Link |
| --------- | ------------------ | ----------- | ---- |
| Q         | 9,58° N, 162,51° O | 12 km       |      |

Der Krater wurde 1970 von der IAU offiziell nach dem sowjetischen Physiker Nikolai Dmitrijewitsch Papaleksi benannt.